# Gornji Crniš
Gornji Crniš (cirill betűkkel Горњи Црниш) település Szerbiában, a Raškai körzet Tutini községében.

## Népesség
- 1948-ban 365 lakosa volt.
- 1953-ban 417 lakosa volt.
- 1961-ben 408 lakosa volt.
- 1971-ben 434 lakosa volt.
- 1981-ben 382 lakosa volt.
- 1991-ben 272 lakosa volt.
- 2002-ben 36 lakosa volt, akik mindannyian bosnyákok.